# Эскалбы
Эскалбы — посёлок в Тавдинском городском округе Свердловской области России.

## Географическое положение
Посёлок Эскалбы муниципального образования «Тавдинском городском округе» Свердловской области расположена в 50 километрах (по автотрассе в 70 километрах) к северо-востоку от города Тавда, на юго-западном берегу озера Эскалбы.

## История посёлка
В посёлке со времен Сибирского ханства проживали эскалбинские татары.
В 2018 году посёлок представляет собой базу охотников и рыболовов.

## Топоним
Эскалба с татарского языка означает племя тобольских татар.

## Население
| 2002 | 2010 |
| ---- | ---- |
| 7    | ↘1   |